# Oudry
Oudry és un municipi francès, situat al departament de Saona i Loira i a la regió de Borgonya - Franc Comtat. L'any 2007 tenia 382 habitants.

## Demografia

### Població
El 2007 la població de fet d'Oudry era de 382 persones. Hi havia 140 famílies, de les quals 24 eren unipersonals (4 homes vivint sols i 20 dones vivint soles), 52 parelles sense fills, 56 parelles amb fills i 8 famílies monoparentals amb fills.
La població ha evolucionat segons el següent gràfic:
Habitants censats

### Habitatges
El 2007 hi havia 155 habitatges, 140 eren l'habitatge principal de la família, 9 eren segones residències i 6 estaven desocupats. 153 eren cases i 2 eren apartaments. Dels 140 habitatges principals, 119 estaven ocupats pels seus propietaris, 19 estaven llogats i ocupats pels llogaters i 2 estaven cedits a títol gratuït; 1 tenia una cambra, 5 en tenien dues, 13 en tenien tres, 39 en tenien quatre i 82 en tenien cinc o més. 120 habitatges disposaven pel capbaix d'una plaça de pàrquing. A 44 habitatges hi havia un automòbil i a 90 n'hi havia dos o més.

### Piràmide de població
La piràmide de població per edats i sexe el 2009 era:
| Homes | Edats   | Dones |
| ----- | ------- | ----- |
| 0     | 95 o +  | 0     |
| 0     | 90 a 94 | 0     |
| 0     | 85 a 89 | 0     |
| 0     | 80 a 84 | 4     |
| 4     | 75 a 79 | 12    |
| 12    | 70 a 74 | 8     |
| 0     | 65 a 69 | 8     |
| 8     | 60 a 64 | 4     |
| 0     | 55 a 59 | 12    |
| 16    | 50 a 54 | 12    |
| 20    | 45 a 49 | 20    |
| 20    | 40 a 44 | 8     |
| 16    | 35 a 39 | 24    |
| 0     | 30 a 34 | 0     |
| 20    | 25 a 29 | 16    |
| 8     | 20 a 24 | 4     |
| 12    | 15 a 19 | 12    |
| 16    | 10 a 14 | 16    |
| 12    | 5 a 9   | 8     |
| 12    | 0 a 4   | 8     |

## Economia
El 2007 la població en edat de treballar era de 250 persones, 190 eren actives i 60 eren inactives. De les 190 persones actives 176 estaven ocupades (102 homes i 74 dones) i 14 estaven aturades (7 homes i 7 dones). De les 60 persones inactives 24 estaven jubilades, 15 estaven estudiant i 21 estaven classificades com a «altres inactius».

### Ingressos
El 2009 a Oudry hi havia 141 unitats fiscals que integraven 388,5 persones, la mediana anual d'ingressos fiscals per persona era de 16.169 €.

### Activitats econòmiques
Dels 7 establiments que hi havia el 2007, 3 eren d'empreses de comerç i reparació d'automòbils, 3 d'empreses de serveis i 1 d'una empresa classificada com a «altres activitats de serveis».
L'any 2000 a Oudry hi havia 25 explotacions agrícoles.

## Equipaments sanitaris i escolars
El 2009 hi havia una escola elemental.

## Poblacions més properes
El següent diagrama mostra les poblacions més properes.